# Kazuya Maeda
Kazuya Maeda (jap. 前田 和哉 Maeda Kazuya; ur. 8 września 1982) – japoński piłkarz występujący na pozycji obrońcy. Obecnie występuje w Giravanz Kitakyushu.

## Kariera klubowa
Od 2005 roku występował w klubach Cerezo Osaka, Montedio Yamagata i Giravanz Kitakyushu.